# گمینا ویتسکو
گمینا ویتسکو (به لهستانی:  Gmina Wicko) یک گمینا در لهستان است که در شهرستان لمبورک واقع شده‌است. گمینا ویتسکو ۲۱۶٫۰۸ کیلومتر مربع مساحت و ۵٬۴۸۵ نفر جمعیت دارد.